# Gobio skadarensis
Gobio skadarensis är en fiskart som beskrevs av Karaman, 1937. Gobio skadarensis ingår i släktet Gobio och familjen karpfiskar. IUCN kategoriserar arten globalt som starkt hotad. Inga underarter finns listade i Catalogue of Life.